# پرو د پرسا کاناریو
پرو د پرسا کاناریو (انگلیسی: Perro de Presa Canario) این سگ بزرگ اصولاً برای نگهداری دام پرورش می‌یابد. اسم این سگ اسپانیولی است و به سگ قناری گیر معروف است. لازم است در نوزادی مهارت‌های اجتماعی و آموزش حرف شنوی بگیرد. این سگ، در برخی موقعیت‌ها می‌تواند نسبت به دیگر سگ‌ها، و یا با مظنون شدن به غریبه‌ها، بسیار متهاجم شود.